# 闇夜に星クズ
『闇夜に星クズ』（やみよにほしくず）は、日本のロックバンド、鴉のミニアルバム。

## 解説
事務所も公表していない。

## 収録曲
1. BLANK&MEMORY
2. 闇夜に星クズ
3. 誓いのバラード
4. 足跡
5. 愚かもの歩き出す
6. 雨のアト